# 第96屆奧斯卡金像獎最佳動畫片角逐名單
←第95屆 - 第96屆 - 第97屆→
本条目是第96届奥斯卡金像奖最佳動畫片獎的角逐名单。美国电影艺术与科学学会自2001年设立该奖以来，每年都会邀请各動畫製作公司提交他们当年最出色的動畫电影参加最佳動畫片獎评选。
所有被提交的電影必須於2023年1月1日到2023年12月31日期間在製片國家及美國洛杉磯作公開放映，或於串流平台首度上架的動畫電影均可參加，其他標準如片長須超過40分鐘；及作品中有不少於75%的電影角色須為動畫製作則繼續保留。
學院於2023年12月7日公佈33部符合入围資格的動畫電影。2024年1月23日公佈決選入圍名單；2024年3月10日公佈得獎作品，為《蒼鷺與少年》。

## 角逐動畫
以下為入圍首輪名單的33部動畫電影：
| 製作國家或地區           | 中文片名                               | 原片名                                       | 語言       | 導演                                              | 結果   |
| ------------------------ | -------------------------------------- | -------------------------------------------- | ---------- | ------------------------------------------------- | ------ |
| 美国                     | 《神奇的莫里斯》                       | The Amazing Maurice                          | 英语       | 托比·根克尔                                       | 未提名 |
| 日本                     | 《BLUE GIANT 藍色巨星》                |                                              | 日語       | 立川讓                                            | 未提名 |
| 日本                     | 《蒼鷺與少年》                         |                                              | 日語       | 宫崎骏                                            | 获奖   |
| 中国                     | 《长安三万里》                         | 《长安三万里》                               | 汉语普通话 | 谢君伟、邹靖                                      | 未提名 |
| 美国                     | 《落跑雞：雞塊新時代》                 | Chicken Run: Dawn of the Nugget              | 英语       | 山姆·菲爾                                         | 未提名 |
| 中国                     | 《深海》                               | 《深海》                                     | 汉语普通话 | 田晓鹏                                            | 未提名 |
| 美国                     | 《元素方城市》                         | Elemental                                    | 英语       | 彼得·孙                                           | 提名   |
| 法國、 比利时            | 《艾特熊和赛娜鼠2》                    | Ernest et Celestine 2: Le Voyage en Charabie | 法语       | 朱利安·程、朗贝尔·维尔森                          | 未提名 |
| 日本                     | 《THE FIRST SLAM DUNK》                | THE FIRST SLAM DUNK                          | 日语       | 井上雄彦                                          | 未提名 |
| 美国、 法國、 爱尔兰     | 《发明家》                             | The Inventor                                 | 英语       | 吉姆·卡波比安科                                   | 未提名 |
| 美国                     | 《畢業有蜥望》                         | Leo                                          | 英语       | 羅伯特·馬里亞內蒂、羅伯特·斯密格爾、大衛·華欽海姆 | 未提名 |
| 日本                     | 《鏡之孤城》                           |                                              | 日语       | 原恵一                                            | 未提名 |
| 美国                     | 《魔術師的大象》                       | The Magician's Elephant                      | 英语       | 温迪·罗杰斯                                       | 未提名 |
| 美国                     | 《飛鴨向前衝》                         | Migration                                    | 英语       | 班傑明·雷納                                       | 未提名 |
| 法國                     | 《不可思議：瓢蟲女爵和黑貓諾爾大電影》 | Miraculous, le film                          | 法语       | 杰里米·扎格                                       | 未提名 |
| 美国、 中国              | 《美猴王》                             | The Monkey King                              | 英语       | 安東尼·史塔奇                                     | 未提名 |
| 美国、 拉脫維亞、 盧森堡 | 《我的婚内情事》                       | My Love Affair with Marriage                 | 英语       | 西格内·包马内                                     | 未提名 |
| 美国                     | 《怪物少女妮莫娜》                     | Nimona                                       | 英语       | 尼克·布魯諾、特洛伊·奎恩                          | 提名   |
| 美国                     | 《汪汪隊立大功：超級大電影》           | PAW Patrol: The Mighty Movie                 | 英语       | 卡爾·布倫克                                       | 未提名 |
| 波蘭、 塞爾維亞、 立陶宛 | 《农民》                               | Chłopi                                       | 波兰语     | 多洛塔·科别拉、休·韦尔什曼                        | 未提名 |
| 巴西                     | 《森林奇旅》                           | Perlimps                                     | 葡萄牙语   | 阿莱·阿布鲁                                       | 未提名 |
| 法國、 西班牙            | 《机器人之梦》                         | Robot Dreams                                 | 西班牙语   | 巴勃罗·贝尔格                                     | 提名   |
| 美国                     | 《變身少女露比》                       | Ruby Gillman, Teenage Kraken                 | 英语       | 科克·德密科                                       | 未提名 |
| 美国                     | 《蜘蛛俠：飛躍蜘蛛宇宙》               | Spider-Man: Across the Spider-Verse          | 英语       | 瓦昆·杜斯·山托斯、肯普·包沃斯、賈斯汀·K·湯普森    | 提名   |
| 美国                     | 《超級瑪利歐兄弟電影版》               | The Super Mario Bros. Movie                  | 英语       | 亞倫·霍爾維斯、麥可·傑勒尼克                      | 未提名 |
| 日本                     | 《鈴芽之旅》                           |                                              | 日语       | 新海诚                                            | 未提名 |
| 美国                     | 《忍者龜：變種大亂鬥》                 | Teenage Mutant Ninja Turtles: Mutant Mayhem  | 英语       | 傑夫·羅維                                         | 未提名 |
| 法國、 西班牙、 荷蘭     | 《他们射杀了钢琴师》                   | Dispararon al pianista                       | 西班牙语   | 费尔南多·特鲁埃瓦、哈维尔·马里斯卡尔              | 未提名 |
| 比利时、 挪威            | 《探险小狗媞蒂娜》                     | Titina                                       | 挪威语     | 凯莎·尼斯                                         | 未提名 |
| 美国                     | 《魔髮精靈：樂團在一起》               | Trolls Band Together                         | 英语       | 華特·道恩                                         | 未提名 |
| 法國、 西班牙            | 《独角兽战争》                         | Unicorn Wars                                 | 西班牙语   | 阿尔贝托·巴斯克斯                                 | 未提名 |
| 中国                     | 《雪域少年》                           | 《雪域少年》                                 | 汉语普通话 | 路奇                                              | 未提名 |
| 美国                     | 《星願》                               | Wish                                         | 英语       | 克里斯·巴克、芳恩·維拉桑索恩                      | 未提名 |

## 外部連結
- 學院獎的官方網站 （页面存档备份，存于）